# لیلی شوایگر
لیلی کامیل شوایگر (انگلیسی: Lilli Schweiger متولد: ۱۷ ژوئیه ۱۹۸۸) که بانام  لی‌لی شوایگر نیز شناخته می‌شود، بازیگر نوجوان اهل برلین آلمان می‌باشد. او سومین فرزند از چهار فرزند خانوادهٔ خود است، پس از والنتین (متولد ۱۹۹۵) و لونا (متولد ۱۹۹۷)، و قبل از اما (متولد ۲۰۰۲). او از سرطان خون به مدت چهار سال از سن ۷ تا سن ۱۱ سالگی رنج می‌برد. پدر و مادر او در سال ۲۰۰۵ از هم جدا شدند. تمامی کودکان خانواده در کنار مادر خود، در هامبورگ آلمان زندگی می‌کنند.